# Dad's Army (2016)
Dad's Army is een Britse komische film uit 2016 onder regie van Oliver Parker, gebaseerd op de gelijknamige televisieserie Dad's Army (1968-1977).

## Verhaal

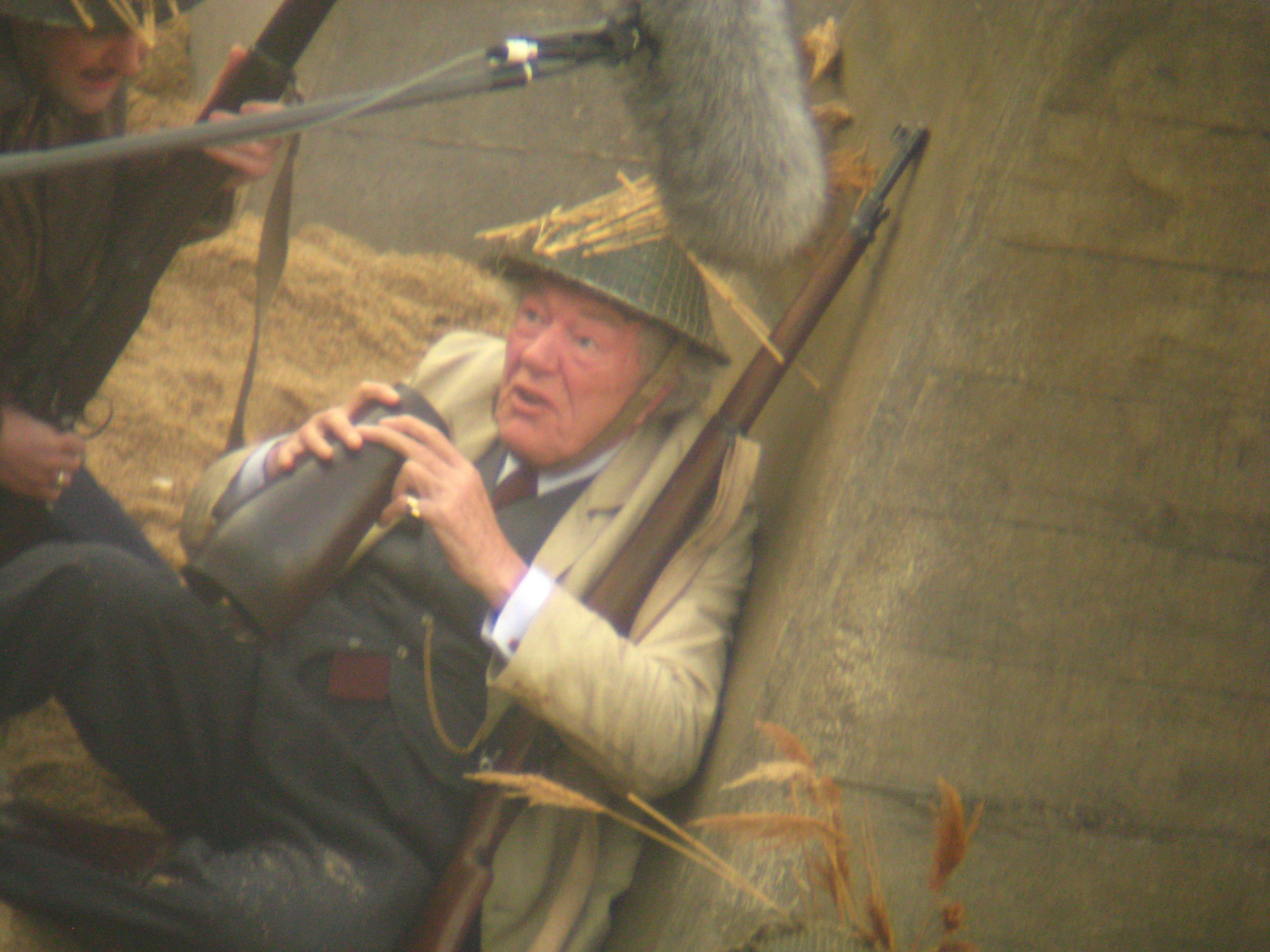
Michael Gambon als private Godfrey tijdens opnames voor de film Dad's Army uit 2016

Een peloton van de British Home Guard (Britse binnenlandse strijdkrachten) onder leiding van kapitein Mainwaring, is in de Tweede Wereldoorlog actief in Walmington-On-Sea. 1944, de oorlog loopt bijna ten einde en het moreel van de troepen is laag. Dit verandert wanneer een charmante journaliste arriveert om een artikel te schrijven over de werking van het peloton. Intussen heeft MI5 een boodschap vanuit Walmington-On-Sea richting Berlijn ontdekt en kapitein Mainwaring krijgt de opdracht deze spion te ontmaskeren, waardoor de Home Guard een belangrijke rol kan spelen in het verdere verloop van de oorlog.

## Rolverdeling
| Acteur               | Personage            |
| -------------------- | -------------------- |
| Bill Nighy           | Sergeant Wilson      |
| Catherine Zeta-Jones | Rose Winters         |
| Toby Jones           | Kapitein Mainwaring  |
| Tom Courtenay        | Lance corporal Jones |
| Michael Gambon       | Soldaat Godfrey      |
| Blake Harrison       | Soldaat Frank Pike   |
| Daniel Mays          | Soldaat Walker       |
| Bill Paterson        | Soldaat Frazer       |
| Sarah Lancashire     | Mrs Pike             |
| Frank Williams       | 'The Vicar'          |
| Annette Crosbie      | Cissy Godfrey        |
| Alison Steadman      | Mrs Fox              |
| Ian Lavender         | Brigadier Pritchard  |

## Trivia
Ian Lavender en Frank Williams waren de enige nog levende acteurs van de originele serie Dad's Army, (Daar komen de schutters).
Frank Williams speelde in de originele serie ook de rol van 'The Vicar'. Ian Lavender had in die serie de rol van Private Frank Pike ("you stupid boy"). 
Frank Williams overleed op 26 juni 2022, zes jaar na uitbrengen van de film.